# Альгамбра (кинотеатр)
Кинотеатр «Альгамбра» — городской кинотеатр, одна из достопримечательностей Кёнигсберга второй четверти XX века.

## История
Здание городского кинотеатра, получившего название «Альгамбра» («Alhambra») было построено в городе Кёнигсберг в 1931 году. Здание спроектировано немецким архитектором Куртом Фриком, построено при участии архитектора Ханса Мантейфеля (Hans Manteuffel). Здание располагалось на углу улиц Штайндамма (Straßenecke Steindamm) и Вагнера (Wagnerstraße). В настоящее время это пересечение улицы Вагнера и Житомирской.
Улица Вагнера в свое время получила название Wagnerstraße в честь Карла Эрнста Альбрехта Вагнера (Karl Ernst Albrecht Wagner) — врача, хирурга, профессора местного университета и главы хирургической клиники «Альбертины». Вагнер был похоронен на «профессорском кладбище» Кёнигсберга.
В шестиэтажном здании кинотеатра размещались кинотеатр, кафе, магазины. Здание с развлекательными заведениями играло важную роль в жизни города и стало знаковым сооружением городского пейзажа Кёнигсберга 1930-х годов. К тому времени это было большое здание, на первом его этаже находился большой кинозал, на втором этаже находилось кафе.
Кинотеатр «Альгамбра» считался одним их самым большим и красивых кинотеатров Восточной Пруссии. Его внутренние стены были покрыты блестящими, позолоченными обоями; стулья были выполнены из черного дерева с красной бархатной обивкой, ступени на лестницах были отделаны красным плюшем. На сцене располагался орган. В кинотеатре «Альгамбре» проходили премьеры многих фильмов, приезжали звезды немецкого кино Марика Рекк, Отто Тебур, Вальтер Рилла, Хенни Портен и др. По выходным на утренних сеансах показывали детские фильмы. На крыше здания запускали наполненный газом рекламный шар.
Здание, в котором располагался кинотеатр носило название — торговый дом «Альгамбра».
В годы Второй мировой войны в кинотеатре продолжали показывать фильмы, его подвал служил бомбоубежищем для зрителей и жителей окрестностей. Здание кинотеатра было частично разрушено во время воздушных налётов в 1944 году. В 1950-х годах принималось решение о восстановлении здания, но позднее власти отказались от задумки.

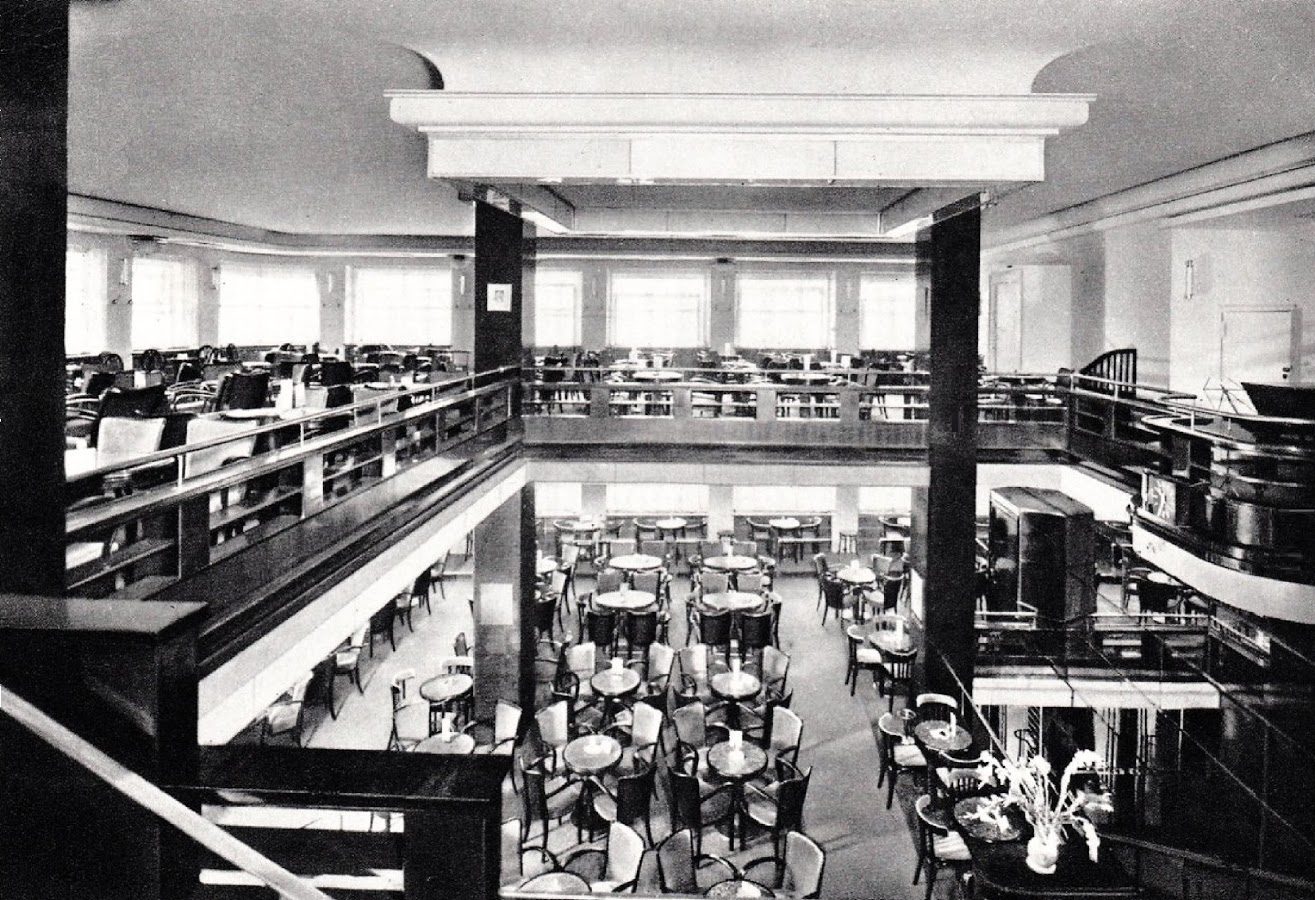
Интерьер кафе торгового дома "Альгамбра" (1930-1936)
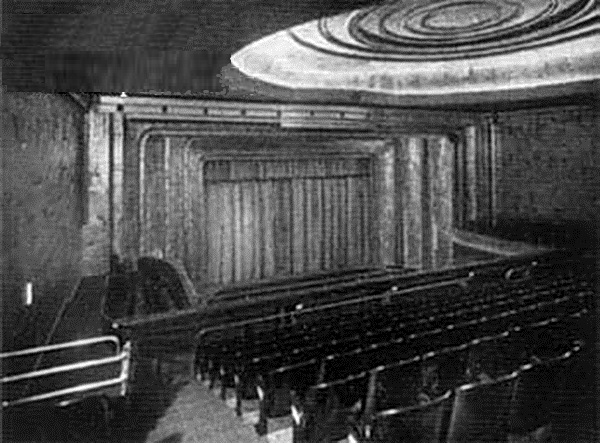
Зрительный зал кинотеатра "Альгамбра",  1939
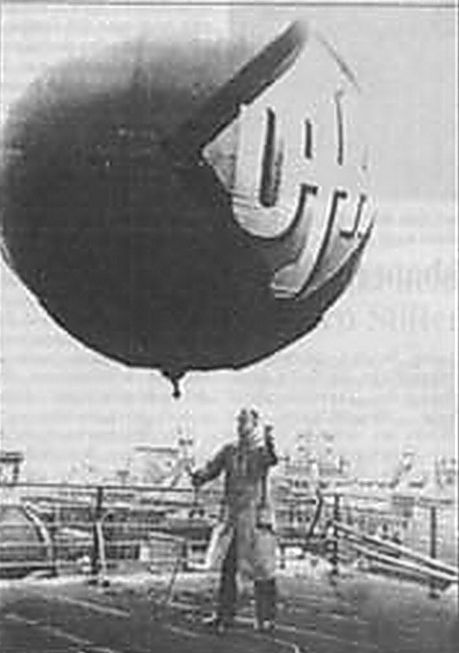
Рекламный шар киностудии UFA на крыше кинотеатра "Альгамбра", 1939

## Архитектура
Здание кинотеатра «Альгамбра» было построено прямоугольным в плане, кирпичное, шестиэтажное, имело технический этаж с небольшими окнами по периметру и плоскую крышу с металлической оградой. Здание оштукатурено, имело квадратные окна, разделенные перегородками. Угол с первого по четвертый этаж имел круговой скос. На каждом этаже на фасаде здания были широкие навесы.
Со стороны улица Вагнера к зданию вплотную было пристроено четырёхэтажное здание с двускатной крышей.